# La balada de Lefty Brown
La balada de Lefty Brown (títol original: The Ballad of Lefty Brown) és una pel·lícula de western del 2017 escrita i dirigida per Jared Moshe, protagonitzada per Bill Pullman com a personatge principal i amb Kathy Baker, Jim Caviezel, Peter Fonda, Tommy Flanagan i Michael Spears. S'ha doblat al valencià per a À Punt.

## Repartiment
- Bill Pullman com a "Lefty" Brown
- Kathy Baker com a Laura Johnson
- Jim Caviezel com el governador James Bierce
- Joe Anderson com a Frank Baines
- Tommy Flanagan com a Tom Harrah
- Peter Fonda com Edward Johnson
- Michael Spears com a "Biscuit"
- Diego Josef com a Jeremiah Perkins
- Joseph Lee Anderson com a Oak
- Tristan Johnson com nen en l'escena penjant